# Sonic Fishing
Sonic Fishing (ソニック フィッシング Sonikku Fisshingu?, lit. "La Pesca de Sonic") es un videojuego de pesca como parte de los servicios de Sonic Cafe creado por Sega y Sonic Team para teléfonos móviles en 25 de marzo de 2002 solo en Japón.